# Elecciones provinciales de Córdoba de 2011
Las elecciones generales de la Provincia de Córdoba se llevaron a cabo el día 7 de agosto de 2011. Se eligieron un gobernador y un vicegobernador, 44 legisladores provinciales por distrito único, un legislador provincial para cada uno de los 26 departamentos y un presidente y dos vocales del Tribunal de Cuentas. Además ciertas municipalidades y comunas eligieron sus autoridades respectivas en simultáneo con las elecciones provinciales. En aquellos casos también se eligieron intendentes, viceintendentes, concejales, presidentes comunales, miembros de las comisiones comunales, tribunal de cuentas municipal o comunal y demás cargos que establecen las cartas orgánicas de concejales y miembros comunales.

## Boleta única
Luego de la experiencia de Santa Fe, las elecciones en Córdoba también se realizaron con boleta única. Cada elector recibe una Boleta Única de Sufragio (BUS o Boleta Única) en la mesa electoral correspondiente y una lapicera de tinta indeleble para emitir tu voto.

## Candidatos a gobernador
Ninguno de los candidatos a gobernador consiguió el apoyo de la Casa Rosada, aunque dos de ellos se encuentran entre los "cercanos" al poder central de Argentina (kirchnerismo). 
Los partidos o alianzas que presentaron candidatos a gobernador son:
- Eduardo Fernández por Nuevo Encuentro
- Luis Juez por el Frente Cívico y Social
- Enrique Sella por Política Abierta para la Integridad Social (PAIS)
- Jorge Agüero por el Partido Concentración Popular
- Oscar Aguad por la Unión Cívica Radical
- Miguel Rumie Vittar por el Partido Intransigente
- María Villena por el Partido del Campo Popular
- Francisco Delich por Concertación Vecinal Es Posible
- Griselda Baldata por la Coalición Cívica ARI
- Eduardo Salas por el Frente de Izquierda y de los Trabajadores
- Eduardo González Olguín por el Frente Unidad Popular y Humanista
- José Manuel de la Sota por Unión por Córdoba

## Encuestas
| Fecha  | Encuestadora                      | José Manuel de la Sota | Luis Juez | Oscar Aguad |
| ------ | --------------------------------- | ---------------------- | --------- | ----------- |
| 7/2011 | Consultores en Políticas Públicas | 35.6%                  | 25.4%     | 22.5%       |

## Resultados

### Gobernador y vicegobernador
| Fórmula                  | Fórmula               | Partido               | Partido                                    | Votos     | %     |
| Gobernador               | Vicegobernador        | Partido               | Partido                                    | Votos     | %     |
| ------------------------ | --------------------- | --------------------- | ------------------------------------------ | --------- | ----- |
| José Manuel de la Sota   | Alicia Pregno         |                       | Unión por Córdoba                          | 766.445   | 42,60 |
| Luis Juez                | Marcelino Gatica      |                       | Frente Cívico y Social                     | 532.281   | 29,58 |
| Oscar Aguad              | Néstor Roulet         |                       | Unión Cívica Radical                       | 412.140   | 22,91 |
| Eduardo Salas            | Carlos Báez           |                       | Frente de Izquierda y de los Trabajadores  | 25.313    | 1,41  |
| Eduardo Fernández        | Graciela Treber       |                       | Nuevo Encuentro                            | 16.805    | 0,93  |
| Griselda Baldata         | Hugo Naselo           |                       | Coalición Cívica ARI                       | 10.330    | 0,57  |
| Jorge Agüero "El Mesías" | Héctor Crespo         |                       | Partido Concentración Popular              | 7.891     | 0,44  |
| Francisco Delich         | María Funes           |                       | Concertación Vecinal es Posible            | 6.747     | 0,37  |
| Eduardo González Olguín  | Elvio Alberione       |                       | Frente Unidad Popular y Humanista          | 6.392     | 0,36  |
| María Raquel Villena     | Fabiola Figueroa      |                       | Partido del Campo Popular                  | 5.065     | 0,28  |
| Enrique Sella            | Jorge Luis Romero     |                       | Política Abierta para la Integridad Social | 5.061     | 0,28  |
| Miguel Rumie Vittar      | Eugenio Beccari       |                       | Partido Intransigente                      | 4.829     | 0,27  |
| Votos positivos          | Votos positivos       | Votos positivos       | Votos positivos                            | 1.799.299 | 95,00 |
| Votos en blanco          | Votos en blanco       | Votos en blanco       | Votos en blanco                            | 50.029    | 2,64  |
| Votos nulos              | Votos nulos           | Votos nulos           | Votos nulos                                | 44.738    | 2,36  |
| Participación            | Participación         | Participación         | Participación                              | 1.894.066 | 75,95 |
| Electores registrados    | Electores registrados | Electores registrados | Electores registrados                      | 2.493.687 | 100   |
| Fuente:                  |                       |                       |                                            |           |       |

### Legislatura
| Partido/Alianza       | Partido/Alianza                            | Legislador por distrito único | Legislador por distrito único | Legislador por distrito único | Legislador por distrito único | Legislador departamental | Legislador departamental | Legislador departamental | Bancas totales |
| Partido/Alianza       | Partido/Alianza                            | Votos                         | %                             | Bancas                        | Electos | Votos                    | %                        | Bancas                   | Bancas totales |
| --------------------- | ------------------------------------------ | ----------------------------- | ----------------------------- | ----------------------------- | --- | ------------------------ | ------------------------ | ------------------------ | -------------- |
|                       | Unión por Córdoba                          | 565.229                       | 38,63                         | 19/44                         | Ver electos: - Daniel Passerini - Graciela Susana Brarda - Ricardo Roberto Sosa - María Amelia Chiofalo - Dante Fortunato Heredia - Alicia Isabel Narducci - Carlos Mario Gutiérrez - Adhelma Catalina Ponte - Juan Manuel Cid - María del Carmen Ceballos - José Emilio Pihen - Sandra Beatriz Trigo - Luis Antonio Sánchez - Marisa Gamaggio Sosa - Adrián Jesús Brito - María Laura Labat - Darío Eduardo Ranco - Nadia Vanesa Fernández - Carlos Alberto Presas | 585.652                  | 39,11                    | 25/26                    | 44/70          |
|                       | Frente Cívico y Social                     | 378.302                       | 25,85                         | 12/44                         | Ver electos: - Ricardo Oscar Fonseca - Liliana Rosa Montero - Roberto César Birri (PS) - María Fernanda Leiva - Rubén Alberto Borello - María Alejandra del Boca - Nancy Fabiola Lizzul - Edgar Santiago Clavijo - Julio Alberto Agosti - Graciela Santina Sánchez - Marta Nicolasa Juárez - Carlos Oscar Roffe | 390.477                  | 26,08                    | 1/26                     | 13/70          |
|                       | Unión Cívica Radical                       | 350.214                       | 23,93                         | 11/44                         | Ver electos: - Eduardo Yuni - Beatriz María Pereyra - Olga María Rista - Luis Brouwer de Koning - Rodrigo de Loredo - Amalia Andrea Vagni - Orlando Arduh - María Elisa Caffaratti - Anselmo Emilio Bruno - María Alejandra Matar - Carlos Alberto Felpeto | 366.085                  | 24,45                    |                          | 11/70          |
|                       | Frente de Izquierda y de los Trabajadores  | 45.811                        | 3,13                          | 1/44                          | - Liliana Olivero | 44.415                   | 2,97                     | 1/70                     |                |
|                       | Encuentro Vecinal Córdoba                  | 30.818                        | 2,11                          | 1/44                          | - Aurelio García Elorrio | —                        | —                        | 1/70                     |                |
|                       | Nuevo Encuentro                            | 22.474                        | 1,54                          |                               | | 23.366                   | 1,56                     |                          |                |
|                       | Coalición Cívica ARI                       | 16.826                        | 1,15                          | 21.127                        | 1,41 |                          |                          |                          |                |
|                       | Concertación Vecinal es Posible            | 9.786                         | 0,67                          | 12.911                        | 0,86 |                          |                          |                          |                |
|                       | Partido Concentración Popular              | 8.326                         | 0,57                          | 9.494                         | 0,63 |                          |                          |                          |                |
|                       | Frente Unidad Popular y Humanista          | 8.011                         | 0,55                          | 10.555                        | 0,70 |                          |                          |                          |                |
|                       | Política Abierta para la Integridad Social | 7.302                         | 0,50                          | 9.229                         | 0,62 |                          |                          |                          |                |
|                       | Partido Intransigente                      | 7.174                         | 0,49                          | 10.621                        | 0,71 |                          |                          |                          |                |
|                       | Movimiento de Acción Vecinal               | 6.599                         | 0,45                          | 5.880                         | 0,39 |                          |                          |                          |                |
|                       | Partido del Campo Popular                  | 6.382                         | 0,44                          | 7.478                         | 0,50 |                          |                          |                          |                |
| Votos positivos       | Votos positivos                            | 1.463.254                     | 77,25                         | 1.497.290                     | 79,05 |                          |                          |                          |                |
| Votos en blanco       | Votos en blanco                            | 391.016                       | 20,64                         | 355.794                       | 18,78 |                          |                          |                          |                |
| Votos nulos           | Votos nulos                                | 39.796                        | 2,10                          | 40.982                        | 2,16 |                          |                          |                          |                |
| Participación         | Participación                              | 1.894.066                     | 75,95                         | 1.894.066                     | 75,95 |                          |                          |                          |                |
| Electores registrados | Electores registrados                      | 2.493.687                     | 100                           | 2.493.687                     | 100 |                          |                          |                          |                |
| Fuente:               |                                            |                               |                               |                               | |                          |                          |                          |                |

#### Resultados por departamentos
| Calamuchita 1 Legislador        | Calamuchita 1 Legislador                   | Calamuchita 1 Legislador | Calamuchita 1 Legislador | Calamuchita 1 Legislador    |
| Partido/Alianza                 | Partido/Alianza                            | Votos                    | %                        | Electo                      |
| ------------------------------- | ------------------------------------------ | ------------------------ | ------------------------ | --------------------------- |
|                                 | Unión por Córdoba                          | 11.676                   | 48,48                    | - Carlos Tomás Alesandri    |
|                                 | Unión Cívica Radical                       | 6.537                    | 27,14                    |                             |
|                                 | Frente Cívico y Social                     | 4.568                    | 18,97                    |                             |
|                                 | Frente de Izquierda y de los Trabajadores  | 248                      | 1,03                     |                             |
|                                 | Concertación Vecinal es Posible            | 220                      | 0,91                     |                             |
|                                 | Coalición Cívica ARI                       | 197                      | 0,82                     |                             |
|                                 | Política Abierta para la Integridad Social | 176                      | 0,73                     |                             |
|                                 | Frente Unidad Popular y Humanista          | 174                      | 0,72                     |                             |
|                                 | Partido Concentración Popular              | 151                      | 0,63                     |                             |
|                                 | Partido del Campo Popular                  | 84                       | 0,35                     |                             |
|                                 | Movimiento de Acción Vecinal               | 55                       | 0,23                     |                             |
| Votos positivos                 | Votos positivos                            | 24.086                   | 77,99                    |                             |
| Votos en blanco                 | Votos en blanco                            | 6.159                    | 19,94                    |                             |
| Votos nulos                     | Votos nulos                                | 638                      | 2,07                     |                             |
| Participación                   | Participación                              | 30.883                   | 77,45                    |                             |
| Electores registrados           | Electores registrados                      | 39.874                   | 100                      |                             |
| Capital 1 Legislador            |                                            |                          |                          |                             |
| Partido/Alianza                 | Partido/Alianza                            | Votos                    | %                        | Electo                      |
|                                 | Frente Cívico y Social                     | 202.617                  | 33,67                    | - José María Las Heras      |
|                                 | Unión por Córdoba                          | 175.886                  | 29,23                    |                             |
|                                 | Unión Cívica Radical                       | 134.352                  | 22,33                    |                             |
|                                 | Frente de Izquierda y de los Trabajadores  | 32.318                   | 5,37                     |                             |
|                                 | Nuevo Encuentro                            | 12.538                   | 2,08                     |                             |
|                                 | Coalición Cívica ARI                       | 10.339                   | 1,72                     |                             |
|                                 | Partido Intransigente                      | 7.291                    | 1,21                     |                             |
|                                 | Concertación Vecinal es Posible            | 6.648                    | 1,10                     |                             |
|                                 | Frente Unidad Popular y Humanista          | 5.627                    | 0,94                     |                             |
|                                 | Partido del Campo Popular                  | 4.407                    | 0,73                     |                             |
|                                 | Partido Concentración Popular              | 3.888                    | 0,65                     |                             |
|                                 | Movimiento de Acción Vecinal               | 3.381                    | 0,56                     |                             |
|                                 | Política Abierta para la Integridad Social | 2.473                    | 0,41                     |                             |
| Votos positivos                 | Votos positivos                            | 601.765                  | 80,16                    |                             |
| Votos en blanco                 | Votos en blanco                            | 131.898                  | 17,57                    |                             |
| Votos nulos                     | Votos nulos                                | 17.038                   | 2,27                     |                             |
| Participación                   | Participación                              | 750.701                  | 75,96                    |                             |
| Electores registrados           | Electores registrados                      | 988.241                  | 100                      |                             |
| Colón 1 Legislador              |                                            |                          |                          |                             |
| Partido/Alianza                 | Partido/Alianza                            | Votos                    | %                        | Electo                      |
|                                 | Unión por Córdoba                          | 34.076                   | 36,07                    | - Juan Domingo Echepare     |
|                                 | Frente Cívico y Social                     | 30.632                   | 32,42                    |                             |
|                                 | Unión Cívica Radical                       | 19.462                   | 20,60                    |                             |
|                                 | Frente de Izquierda y de los Trabajadores  | 2.458                    | 2,60                     |                             |
|                                 | Nuevo Encuentro                            | 1.925                    | 2,04                     |                             |
|                                 | Coalición Cívica ARI                       | 1.323                    | 1,40                     |                             |
|                                 | Concertación Vecinal es Posible            | 942                      | 1,00                     |                             |
|                                 | Movimiento de Acción Vecinal               | 881                      | 0,93                     |                             |
|                                 | Frente Unidad Popular y Humanista          | 761                      | 0,81                     |                             |
|                                 | Partido Intransigente                      | 651                      | 0,69                     |                             |
|                                 | Partido Concentración Popular              | 646                      | 0,68                     |                             |
|                                 | Política Abierta para la Integridad Social | 442                      | 0,47                     |                             |
|                                 | Partido del Campo Popular                  | 284                      | 0,30                     |                             |
| Votos positivos                 | Votos positivos                            | 94.483                   | 76,88                    |                             |
| Votos en blanco                 | Votos en blanco                            | 25.638                   | 20,86                    |                             |
| Votos nulos                     | Votos nulos                                | 2.769                    | 2,25                     |                             |
| Participación                   | Participación                              | 122.890                  | 74,86                    |                             |
| Electores registrados           | Electores registrados                      | 164.153                  | 100                      |                             |
| Cruz del Eje 1 Legislador       |                                            |                          |                          |                             |
| Partido/Alianza                 | Partido/Alianza                            | Votos                    | %                        | Electo                      |
|                                 | Unión por Córdoba                          | 9.114                    | 42,05                    | - José Omar Monier          |
|                                 | Unión Cívica Radical                       | 7.592                    | 35,02                    |                             |
|                                 | Frente Cívico y Social                     | 3.731                    | 17,21                    |                             |
|                                 | Nuevo Encuentro                            | 515                      | 2,38                     |                             |
|                                 | Coalición Cívica ARI                       | 273                      | 1,26                     |                             |
|                                 | Partido Concentración Popular              | 136                      | 0,63                     |                             |
|                                 | Frente de Izquierda y de los Trabajadores  | 112                      | 0,52                     |                             |
|                                 | Partido del Campo Popular                  | 106                      | 0,49                     |                             |
|                                 | Política Abierta para la Integridad Social | 52                       | 0,24                     |                             |
|                                 | Concertación Vecinal es Posible            | 45                       | 0,21                     |                             |
| Votos positivos                 | Votos positivos                            | 21.676                   | 81,10                    |                             |
| Votos en blanco                 | Votos en blanco                            | 4.624                    | 17,30                    |                             |
| Votos nulos                     | Votos nulos                                | 426                      | 1,59                     |                             |
| Participación                   | Participación                              | 26.726                   | 66,60                    |                             |
| Electores registrados           | Electores registrados                      | 40.128                   | 100                      |                             |
| General Roca 1 Legislador       |                                            |                          |                          |                             |
| Partido/Alianza                 | Partido/Alianza                            | Votos                    | %                        | Electo                      |
|                                 | Unión por Córdoba                          | 7.444                    | 46,33                    | - Roberto Oscar Pagliano    |
|                                 | Unión Cívica Radical                       | 7.180                    | 44,69                    |                             |
|                                 | Frente Cívico y Social                     | 1.291                    | 8,04                     |                             |
|                                 | Partido Concentración Popular              | 93                       | 0,58                     |                             |
|                                 | Coalición Cívica ARI                       | 59                       | 0,37                     |                             |
| Votos positivos                 | Votos positivos                            | 16.067                   | 82,58                    |                             |
| Votos en blanco                 | Votos en blanco                            | 3.087                    | 15,87                    |                             |
| Votos nulos                     | Votos nulos                                | 302                      | 1,55                     |                             |
| Participación                   | Participación                              | 19.456                   | 74,13                    |                             |
| Electores registrados           | Electores registrados                      | 26.247                   | 100                      |                             |
| General San Martín 1 Legislador |                                            |                          |                          |                             |
| Partido/Alianza                 | Partido/Alianza                            | Votos                    | %                        | Electo                      |
|                                 | Unión por Córdoba                          | 28.072                   | 49,78                    | - Héctor Guillermo Muñoz    |
|                                 | Frente Cívico y Social                     | 12.152                   | 21,55                    |                             |
|                                 | Unión Cívica Radical                       | 12.039                   | 21,35                    |                             |
|                                 | Frente de Izquierda y de los Trabajadores  | 736                      | 1,31                     |                             |
|                                 | Política Abierta para la Integridad Social | 717                      | 1,27                     |                             |
|                                 | Nuevo Encuentro                            | 663                      | 1,18                     |                             |
|                                 | Coalición Cívica ARI                       | 630                      | 1,12                     |                             |
|                                 | Concertación Vecinal es Posible            | 386                      | 0,68                     |                             |
|                                 | Partido Concentración Popular              | 323                      | 0,57                     |                             |
|                                 | Frente Unidad Popular y Humanista          | 292                      | 0,52                     |                             |
|                                 | Partido Intransigente                      | 276                      | 0,49                     |                             |
|                                 | Partido del Campo Popular                  | 109                      | 0,19                     |                             |
| Votos positivos                 | Votos positivos                            | 56.395                   | 76,86                    |                             |
| Votos en blanco                 | Votos en blanco                            | 15.359                   | 20,93                    |                             |
| Votos nulos                     | Votos nulos                                | 1.620                    | 2,21                     |                             |
| Participación                   | Participación                              | 73.374                   | 75,06                    |                             |
| Electores registrados           | Electores registrados                      | 97.749                   | 100                      |                             |
| Ischilín 1 Legislador           |                                            |                          |                          |                             |
| Partido/Alianza                 | Partido/Alianza                            | Votos                    | %                        | Electo                      |
|                                 | Unión por Córdoba                          | 5.749                    | 41,43                    | - Mario Alberto Vásquez     |
|                                 | Frente Cívico y Social                     | 4.843                    | 34,90                    |                             |
|                                 | Unión Cívica Radical                       | 2.481                    | 17,88                    |                             |
|                                 | Política Abierta para la Integridad Social | 284                      | 2,05                     |                             |
|                                 | Partido Concentración Popular              | 150                      | 1,08                     |                             |
|                                 | Concertación Vecinal es Posible            | 96                       | 0,69                     |                             |
|                                 | Frente de Izquierda y de los Trabajadores  | 94                       | 0,68                     |                             |
|                                 | Movimiento de Acción Vecinal               | 89                       | 0,64                     |                             |
|                                 | Coalición Cívica ARI                       | 46                       | 0,33                     |                             |
|                                 | Frente Unidad Popular y Humanista          | 43                       | 0,31                     |                             |
| Votos positivos                 | Votos positivos                            | 13.875                   | 79,65                    |                             |
| Votos en blanco                 | Votos en blanco                            | 3.026                    | 17,37                    |                             |
| Votos nulos                     | Votos nulos                                | 519                      | 2,98                     |                             |
| Participación                   | Participación                              | 17.420                   | 71,82                    |                             |
| Electores registrados           | Electores registrados                      | 24.256                   | 100                      |                             |
| Juárez Celman 1 Legislador      |                                            |                          |                          |                             |
| Partido/Alianza                 | Partido/Alianza                            | Votos                    | %                        | Electo                      |
|                                 | Unión por Córdoba                          | 12.446                   | 45,66                    | - Norberto Luis Podversich  |
|                                 | Unión Cívica Radical                       | 8.546                    | 31,35                    |                             |
|                                 | Frente Cívico y Social                     | 5.588                    | 20,50                    |                             |
|                                 | Política Abierta para la Integridad Social | 233                      | 0,85                     |                             |
|                                 | Frente de Izquierda y de los Trabajadores  | 206                      | 0,76                     |                             |
|                                 | Concertación Vecinal es Posible            | 120                      | 0,44                     |                             |
|                                 | Coalición Cívica ARI                       | 119                      | 0,44                     |                             |
| Votos positivos                 | Votos positivos                            | 27.258                   | 75,05                    |                             |
| Votos en blanco                 | Votos en blanco                            | 8.304                    | 22,86                    |                             |
| Votos nulos                     | Votos nulos                                | 760                      | 2,09                     |                             |
| Participación                   | Participación                              | 36.322                   | 79,00                    |                             |
| Electores registrados           | Electores registrados                      | 45.976                   | 100                      |                             |
| Marcos Juárez 1 Legislador      |                                            |                          |                          |                             |
| Partido/Alianza                 | Partido/Alianza                            | Votos                    | %                        | Electo                      |
|                                 | Unión por Córdoba                          | 24.573                   | 48,31                    | - Eduardo Germán Buttarelli |
|                                 | Unión Cívica Radical                       | 13.399                   | 26,34                    |                             |
|                                 | Frente Cívico y Social                     | 9.680                    | 19,03                    |                             |
|                                 | Nuevo Encuentro                            | 680                      | 1,34                     |                             |
|                                 | Concertación Vecinal es Posible            | 658                      | 1,29                     |                             |
|                                 | Política Abierta para la Integridad Social | 416                      | 0,82                     |                             |
|                                 | Frente de Izquierda y de los Trabajadores  | 330                      | 0,65                     |                             |
|                                 | Coalición Cívica ARI                       | 319                      | 0,63                     |                             |
|                                 | Movimiento de Acción Vecinal               | 287                      | 0,56                     |                             |
|                                 | Frente Unidad Popular y Humanista          | 224                      | 0,44                     |                             |
|                                 | Partido Concentración Popular              | 186                      | 0,37                     |                             |
|                                 | Partido del Campo Popular                  | 111                      | 0,22                     |                             |
| Votos positivos                 | Votos positivos                            | 50.863                   | 79,11                    |                             |
| Votos en blanco                 | Votos en blanco                            | 12.412                   | 19,31                    |                             |
| Votos nulos                     | Votos nulos                                | 1.017                    | 1,58                     |                             |
| Participación                   | Participación                              | 64.292                   | 78,45                    |                             |
| Electores registrados           | Electores registrados                      | 81.953                   | 100                      |                             |
| Minas 1 Legislador              |                                            |                          |                          |                             |
| Partido/Alianza                 | Partido/Alianza                            | Votos                    | %                        | Electo                      |
|                                 | Unión por Córdoba                          | 1.766                    | 61,90                    | - María Graciela Manzanares |
|                                 | Frente Cívico y Social                     | 721                      | 25,27                    |                             |
|                                 | Unión Cívica Radical                       | 181                      | 6,34                     |                             |
|                                 | Política Abierta para la Integridad Social | 145                      | 5,08                     |                             |
|                                 | Partido Concentración Popular              | 27                       | 0,95                     |                             |
|                                 | Coalición Cívica ARI                       | 13                       | 0,46                     |                             |
| Votos positivos                 | Votos positivos                            | 2.853                    | 85,06                    |                             |
| Votos en blanco                 | Votos en blanco                            | 463                      | 13,80                    |                             |
| Votos nulos                     | Votos nulos                                | 38                       | 1,13                     |                             |
| Participación                   | Participación                              | 3.354                    | 79,10                    |                             |
| Electores registrados           | Electores registrados                      | 4.240                    | 100                      |                             |
| Pocho 1 Legislador              |                                            |                          |                          |                             |
| Partido/Alianza                 | Partido/Alianza                            | Votos                    | %                        | Electo                      |
|                                 | Unión por Córdoba                          | 1.325                    | 47,85                    | - Hugo Oscar Cuello         |
|                                 | Frente Cívico y Social                     | 843                      | 30,44                    |                             |
|                                 | Unión Cívica Radical                       | 510                      | 18,42                    |                             |
|                                 | Política Abierta para la Integridad Social | 41                       | 1,48                     |                             |
|                                 | Concertación Vecinal es Posible            | 38                       | 1,37                     |                             |
|                                 | Partido Concentración Popular              | 9                        | 0,33                     |                             |
|                                 | Coalición Cívica ARI                       | 3                        | 0,11                     |                             |
| Votos positivos                 | Votos positivos                            | 2.769                    | 85,75                    |                             |
| Votos en blanco                 | Votos en blanco                            | 445                      | 13,78                    |                             |
| Votos nulos                     | Votos nulos                                | 15                       | 0,46                     |                             |
| Participación                   | Participación                              | 3.229                    | 76,97                    |                             |
| Electores registrados           | Electores registrados                      | 4.195                    | 100                      |                             |
| Punilla 1 Legislador            |                                            |                          |                          |                             |
| Partido/Alianza                 | Partido/Alianza                            | Votos                    | %                        | Electo                      |
|                                 | Unión por Córdoba                          | 28.027                   | 36,15                    | - Marcos Miguel Sestopal    |
|                                 | Frente Cívico y Social                     | 21.088                   | 27,20                    |                             |
|                                 | Unión Cívica Radical                       | 19.152                   | 24,71                    |                             |
|                                 | Frente de Izquierda y de los Trabajadores  | 2.251                    | 2,90                     |                             |
|                                 | Nuevo Encuentro                            | 1.513                    | 1,95                     |                             |
|                                 | Concertación Vecinal es Posible            | 1.033                    | 1,33                     |                             |
|                                 | Coalición Cívica ARI                       | 994                      | 1,28                     |                             |
|                                 | Movimiento de Acción Vecinal               | 687                      | 0,89                     |                             |
|                                 | Política Abierta para la Integridad Social | 607                      | 0,78                     |                             |
|                                 | Frente Unidad Popular y Humanista          | 595                      | 0,77                     |                             |
|                                 | Partido Intransigente                      | 576                      | 0,74                     |                             |
|                                 | Partido Concentración Popular              | 507                      | 0,65                     |                             |
|                                 | Partido del Campo Popular                  | 492                      | 0,63                     |                             |
| Votos positivos                 | Votos positivos                            | 77.522                   | 80,03                    |                             |
| Votos en blanco                 | Votos en blanco                            | 17.026                   | 17,58                    |                             |
| Votos nulos                     | Votos nulos                                | 2.314                    | 2,39                     |                             |
| Participación                   | Participación                              | 96.862                   | 71,44                    |                             |
| Electores registrados           | Electores registrados                      | 135.583                  | 100                      |                             |
| Río Cuarto 1 Legislador         |                                            |                          |                          |                             |
| Partido/Alianza                 | Partido/Alianza                            | Votos                    | %                        | Electo                      |
|                                 | Unión por Córdoba                          | 54.368                   | 49,67                    | - Hugo Leonides Cometto     |
|                                 | Unión Cívica Radical                       | 29.045                   | 26,53                    |                             |
|                                 | Frente Cívico y Social                     | 16.951                   | 15,49                    |                             |
|                                 | Coalición Cívica ARI                       | 3.357                    | 3,07                     |                             |
|                                 | Nuevo Encuentro                            | 1.324                    | 1,21                     |                             |
|                                 | Partido Concentración Popular              | 1.192                    | 1,09                     |                             |
|                                 | Frente de Izquierda y de los Trabajadores  | 1.099                    | 1,00                     |                             |
|                                 | Frente Unidad Popular y Humanista          | 690                      | 0,63                     |                             |
|                                 | Política Abierta para la Integridad Social | 596                      | 0,54                     |                             |
|                                 | Concertación Vecinal es Posible            | 556                      | 0,51                     |                             |
|                                 | Partido del Campo Popular                  | 288                      | 0,26                     |                             |
| Votos positivos                 | Votos positivos                            | 109.466                  | 75,43                    |                             |
| Votos en blanco                 | Votos en blanco                            | 31.944                   | 22,01                    |                             |
| Votos nulos                     | Votos nulos                                | 3.709                    | 2,56                     |                             |
| Participación                   | Participación                              | 145.119                  | 75,70                    |                             |
| Electores registrados           | Electores registrados                      | 191.691                  | 100                      |                             |
| Río Primero 1 Legislador        |                                            |                          |                          |                             |
| Partido/Alianza                 | Partido/Alianza                            | Votos                    | %                        | Electo                      |
|                                 | Unión por Córdoba                          | 10.734                   | 47,94                    | - Pedro Alberto Schiavoni   |
|                                 | Unión Cívica Radical                       | 9.218                    | 41,17                    |                             |
|                                 | Frente Cívico y Social                     | 1.790                    | 7,99                     |                             |
|                                 | Partido Concentración Popular              | 161                      | 0,72                     |                             |
|                                 | Concertación Vecinal es Posible            | 110                      | 0,49                     |                             |
|                                 | Frente de Izquierda y de los Trabajadores  | 105                      | 0,47                     |                             |
|                                 | Política Abierta para la Integridad Social | 89                       | 0,40                     |                             |
|                                 | Movimiento de Acción Vecinal               | 77                       | 0,34                     |                             |
|                                 | Frente Unidad Popular y Humanista          | 59                       | 0,26                     |                             |
|                                 | Coalición Cívica ARI                       | 47                       | 0,21                     |                             |
| Votos positivos                 | Votos positivos                            | 22.390                   | 82,64                    |                             |
| Votos en blanco                 | Votos en blanco                            | 4.287                    | 15,82                    |                             |
| Votos nulos                     | Votos nulos                                | 418                      | 1,54                     |                             |
| Participación                   | Participación                              | 27.095                   | 78,53                    |                             |
| Electores registrados           | Electores registrados                      | 34.504                   | 100                      |                             |
| Río Seco 1 Legislador           |                                            |                          |                          |                             |
| Partido/Alianza                 | Partido/Alianza                            | Votos                    | %                        | Electo                      |
|                                 | Unión por Córdoba                          | 3.910                    | 57,67                    | - Gustavo Alberto Eslava    |
|                                 | Unión Cívica Radical                       | 2.094                    | 30,88                    |                             |
|                                 | Frente Cívico y Social                     | 593                      | 8,75                     |                             |
|                                 | Política Abierta para la Integridad Social | 121                      | 1,78                     |                             |
|                                 | Concertación Vecinal es Posible            | 28                       | 0,41                     |                             |
|                                 | Partido Concentración Popular              | 24                       | 0,35                     |                             |
|                                 | Coalición Cívica ARI                       | 10                       | 0,15                     |                             |
| Votos positivos                 | Votos positivos                            | 6.780                    | 85,42                    |                             |
| Votos en blanco                 | Votos en blanco                            | 1.051                    | 13,24                    |                             |
| Votos nulos                     | Votos nulos                                | 106                      | 1,34                     |                             |
| Participación                   | Participación                              | 7.937                    | 72,80                    |                             |
| Electores registrados           | Electores registrados                      | 10.903                   | 100                      |                             |
| Río Segundo 1 Legislador        |                                            |                          |                          |                             |
| Partido/Alianza                 | Partido/Alianza                            | Votos                    | %                        | Electo                      |
|                                 | Unión por Córdoba                          | 22.071                   | 45,86                    | - Francisco José Fortuna    |
|                                 | Unión Cívica Radical                       | 16.254                   | 33,77                    |                             |
|                                 | Frente Cívico y Social                     | 7.151                    | 14,86                    |                             |
|                                 | Frente de Izquierda y de los Trabajadores  | 480                      | 1,00                     |                             |
|                                 | Nuevo Encuentro                            | 440                      | 0,91                     |                             |
|                                 | Partido del Campo Popular                  | 405                      | 0,84                     |                             |
|                                 | Coalición Cívica ARI                       | 354                      | 0,74                     |                             |
|                                 | Frente Unidad Popular y Humanista          | 306                      | 0,64                     |                             |
|                                 | Partido Concentración Popular              | 274                      | 0,57                     |                             |
|                                 | Concertación Vecinal es Posible            | 204                      | 0,42                     |                             |
|                                 | Política Abierta para la Integridad Social | 189                      | 0,39                     |                             |
| Votos positivos                 | Votos positivos                            | 48.128                   | 76,22                    |                             |
| Votos en blanco                 | Votos en blanco                            | 13.841                   | 21,92                    |                             |
| Votos nulos                     | Votos nulos                                | 1.172                    | 1,86                     |                             |
| Participación                   | Participación                              | 63.141                   | 80,01                    |                             |
| Electores registrados           | Electores registrados                      | 78.921                   | 100                      |                             |
| Roque Sáenz Peña 1 Legislador   |                                            |                          |                          |                             |
| Partido/Alianza                 | Partido/Alianza                            | Votos                    | %                        | Electo                      |
|                                 | Unión por Córdoba                          | 10.137                   | 54,31                    | - Sergio Sebastián Busso    |
|                                 | Frente Cívico y Social                     | 4.964                    | 26,60                    |                             |
|                                 | Unión Cívica Radical                       | 2.968                    | 15,90                    |                             |
|                                 | Frente de Izquierda y de los Trabajadores  | 151                      | 0,81                     |                             |
|                                 | Partido Concentración Popular              | 112                      | 0,60                     |                             |
|                                 | Frente Unidad Popular y Humanista          | 108                      | 0,58                     |                             |
|                                 | Política Abierta para la Integridad Social | 83                       | 0,44                     |                             |
|                                 | Concertación Vecinal es Posible            | 81                       | 0,43                     |                             |
|                                 | Coalición Cívica ARI                       | 60                       | 0,32                     |                             |
| Votos positivos                 | Votos positivos                            | 18.664                   | 84,05                    |                             |
| Votos en blanco                 | Votos en blanco                            | 3.151                    | 14,19                    |                             |
| Votos nulos                     | Votos nulos                                | 392                      | 1,77                     |                             |
| Participación                   | Participación                              | 22.207                   | 78,81                    |                             |
| Electores registrados           | Electores registrados                      | 28.179                   | 100                      |                             |
| San Alberto 1 Legislador        |                                            |                          |                          |                             |
| Partido/Alianza                 | Partido/Alianza                            | Votos                    | %                        | Electo                      |
|                                 | Unión por Córdoba                          | 8.046                    | 48,21                    | - Alfredo Altamirano        |
|                                 | Unión Cívica Radical                       | 4.378                    | 26,23                    |                             |
|                                 | Frente Cívico y Social                     | 3.289                    | 19,71                    |                             |
|                                 | Política Abierta para la Integridad Social | 205                      | 1,23                     |                             |
|                                 | Frente de Izquierda y de los Trabajadores  | 190                      | 1,14                     |                             |
|                                 | Nuevo Encuentro                            | 173                      | 1,04                     |                             |
|                                 | Concertación Vecinal es Posible            | 164                      | 0,98                     |                             |
|                                 | Partido Concentración Popular              | 94                       | 0,56                     |                             |
|                                 | Frente Unidad Popular y Humanista          | 93                       | 0,56                     |                             |
|                                 | Coalición Cívica ARI                       | 59                       | 0,35                     |                             |
| Votos positivos                 | Votos positivos                            | 16.691                   | 81,33                    |                             |
| Votos en blanco                 | Votos en blanco                            | 3.424                    | 16,68                    |                             |
| Votos nulos                     | Votos nulos                                | 408                      | 1,99                     |                             |
| Participación                   | Participación                              | 20.523                   | 74,44                    |                             |
| Electores registrados           | Electores registrados                      | 27.569                   | 100                      |                             |
| San Javier 1 Legislador         |                                            |                          |                          |                             |
| Partido/Alianza                 | Partido/Alianza                            | Votos                    | %                        | Electo                      |
|                                 | Unión por Córdoba                          | 14.413                   | 63,92                    | - Oscar Félix González      |
|                                 | Unión Cívica Radical                       | 3.778                    | 16,75                    |                             |
|                                 | Frente Cívico y Social                     | 3.489                    | 15,47                    |                             |
|                                 | Frente de Izquierda y de los Trabajadores  | 282                      | 1,25                     |                             |
|                                 | Política Abierta para la Integridad Social | 245                      | 1,09                     |                             |
|                                 | Frente Unidad Popular y Humanista          | 126                      | 0,56                     |                             |
|                                 | Coalición Cívica ARI                       | 87                       | 0,39                     |                             |
|                                 | Partido Concentración Popular              | 69                       | 0,31                     |                             |
|                                 | Concertación Vecinal es Posible            | 60                       | 0,27                     |                             |
| Votos positivos                 | Votos positivos                            | 22.549                   | 80,27                    |                             |
| Votos en blanco                 | Votos en blanco                            | 5.076                    | 18,07                    |                             |
| Votos nulos                     | Votos nulos                                | 467                      | 1,66                     |                             |
| Participación                   | Participación                              | 28.092                   | 73,36                    |                             |
| Electores registrados           | Electores registrados                      | 38.291                   | 100                      |                             |
| San Justo 1 Legislador          |                                            |                          |                          |                             |
| Partido/Alianza                 | Partido/Alianza                            | Votos                    | %                        | Electo                      |
|                                 | Unión por Córdoba                          | 47.935                   | 49,63                    | - Manuel Fernando Calvo     |
|                                 | Unión Cívica Radical                       | 22.663                   | 23,47                    |                             |
|                                 | Frente Cívico y Social                     | 19.216                   | 19,90                    |                             |
|                                 | Partido Intransigente                      | 1.358                    | 1,41                     |                             |
|                                 | Frente de Izquierda y de los Trabajadores  | 1.310                    | 1,36                     |                             |
|                                 | Nuevo Encuentro                            | 1.079                    | 1,12                     |                             |
|                                 | Partido Concentración Popular              | 525                      | 0,54                     |                             |
|                                 | Coalición Cívica ARI                       | 489                      | 0,51                     |                             |
|                                 | Política Abierta para la Integridad Social | 482                      | 0,50                     |                             |
|                                 | Concertación Vecinal es Posible            | 449                      | 0,46                     |                             |
|                                 | Movimiento de Acción Vecinal               | 423                      | 0,44                     |                             |
|                                 | Frente Unidad Popular y Humanista          | 391                      | 0,40                     |                             |
|                                 | Partido del Campo Popular                  | 259                      | 0,27                     |                             |
| Votos positivos                 | Votos positivos                            | 96.579                   | 78,77                    |                             |
| Votos en blanco                 | Votos en blanco                            | 23.529                   | 19,19                    |                             |
| Votos nulos                     | Votos nulos                                | 2.506                    | 2,04                     |                             |
| Participación                   | Participación                              | 122.614                  | 76,25                    |                             |
| Electores registrados           | Electores registrados                      | 160.808                  | 100                      |                             |
| Santa María 1 Legislador        |                                            |                          |                          |                             |
| Partido/Alianza                 | Partido/Alianza                            | Votos                    | %                        | Electo                      |
|                                 | Unión por Córdoba                          | 19.145                   | 44,84                    | - Walter Eduardo Saieg      |
|                                 | Frente Cívico y Social                     | 10.410                   | 24,38                    |                             |
|                                 | Unión Cívica Radical                       | 9.220                    | 21,59                    |                             |
|                                 | Nuevo Encuentro                            | 1.185                    | 2,78                     |                             |
|                                 | Frente de Izquierda y de los Trabajadores  | 978                      | 2,29                     |                             |
|                                 | Concertación Vecinal es Posible            | 353                      | 0,83                     |                             |
|                                 | Coalición Cívica ARI                       | 329                      | 0,77                     |                             |
|                                 | Frente Unidad Popular y Humanista          | 295                      | 0,69                     |                             |
|                                 | Política Abierta para la Integridad Social | 290                      | 0,68                     |                             |
|                                 | Partido del Campo Popular                  | 249                      | 0,58                     |                             |
|                                 | Partido Concentración Popular              | 244                      | 0,57                     |                             |
| Votos positivos                 | Votos positivos                            | 42.698                   | 77,86                    |                             |
| Votos en blanco                 | Votos en blanco                            | 10.779                   | 19,66                    |                             |
| Votos nulos                     | Votos nulos                                | 1.359                    | 2,48                     |                             |
| Participación                   | Participación                              | 54.836                   | 78,09                    |                             |
| Electores registrados           | Electores registrados                      | 70.224                   | 100                      |                             |
| Sobremonte 1 Legislador         |                                            |                          |                          |                             |
| Partido/Alianza                 | Partido/Alianza                            | Votos                    | %                        | Electo                      |
|                                 | Unión por Córdoba                          | 1.073                    | 41,57                    | - Walter Osvaldo Solusolia  |
|                                 | Unión Cívica Radical                       | 986                      | 38,20                    |                             |
|                                 | Frente Cívico y Social                     | 314                      | 12,17                    |                             |
|                                 | Política Abierta para la Integridad Social | 195                      | 7,56                     |                             |
|                                 | Partido del Campo Popular                  | 9                        | 0,35                     |                             |
|                                 | Coalición Cívica ARI                       | 4                        | 0,15                     |                             |
| Votos positivos                 | Votos positivos                            | 2.581                    | 86,61                    |                             |
| Votos en blanco                 | Votos en blanco                            | 359                      | 12,05                    |                             |
| Votos nulos                     | Votos nulos                                | 40                       | 1,34                     |                             |
| Participación                   | Participación                              | 2.980                    | 81,20                    |                             |
| Electores registrados           | Electores registrados                      | 3.670                    | 100                      |                             |
| Tercero Arriba 1 Legislador     |                                            |                          |                          |                             |
| Partido/Alianza                 | Partido/Alianza                            | Votos                    | %                        | Electo                      |
|                                 | Unión por Córdoba                          | 22.292                   | 40,55                    | - Fernando Edmundo Salvi    |
|                                 | Unión Cívica Radical                       | 14.562                   | 26,49                    |                             |
|                                 | Frente Cívico y Social                     | 12.465                   | 22,67                    |                             |
|                                 | Coalición Cívica ARI                       | 1.728                    | 3,14                     |                             |
|                                 | Frente de Izquierda y de los Trabajadores  | 770                      | 1,40                     |                             |
|                                 | Nuevo Encuentro                            | 715                      | 1,30                     |                             |
|                                 | Política Abierta para la Integridad Social | 594                      | 1,08                     |                             |
|                                 | Frente Unidad Popular y Humanista          | 568                      | 1,03                     |                             |
|                                 | Partido del Campo Popular                  | 516                      | 0,94                     |                             |
|                                 | Concertación Vecinal es Posible            | 447                      | 0,81                     |                             |
|                                 | Partido Concentración Popular              | 317                      | 0,58                     |                             |
| Votos positivos                 | Votos positivos                            | 54.974                   | 79,35                    |                             |
| Votos en blanco                 | Votos en blanco                            | 12.742                   | 18,39                    |                             |
| Votos nulos                     | Votos nulos                                | 1.564                    | 2,26                     |                             |
| Participación                   | Participación                              | 69.280                   | 77,69                    |                             |
| Electores registrados           | Electores registrados                      | 89.180                   | 100                      |                             |
| Totoral 1 Legislador            |                                            |                          |                          |                             |
| Partido/Alianza                 | Partido/Alianza                            | Votos                    | %                        | Electo                      |
|                                 | Unión por Córdoba                          | 4.454                    | 51,06                    | - José Luis de Lucca        |
|                                 | Unión Cívica Radical                       | 2.651                    | 30,39                    |                             |
|                                 | Frente Cívico y Social                     | 1.316                    | 15,09                    |                             |
|                                 | Política Abierta para la Integridad Social | 151                      | 1,73                     |                             |
|                                 | Coalición Cívica ARI                       | 90                       | 1,03                     |                             |
|                                 | Partido Concentración Popular              | 48                       | 0,55                     |                             |
|                                 | Partido del Campo Popular                  | 13                       | 0,15                     |                             |
| Votos positivos                 | Votos positivos                            | 8.723                    | 80,46                    |                             |
| Votos en blanco                 | Votos en blanco                            | 1.941                    | 17,90                    |                             |
| Votos nulos                     | Votos nulos                                | 177                      | 1,63                     |                             |
| Participación                   | Participación                              | 10.841                   | 79,21                    |                             |
| Electores registrados           | Electores registrados                      | 13.686                   | 100                      |                             |
| Tulumba 1 Legislador            |                                            |                          |                          |                             |
| Partido/Alianza                 | Partido/Alianza                            | Votos                    | %                        | Electo                      |
|                                 | Unión por Córdoba                          | 4.294                    | 61,89                    | - David Esmeraldo Caro      |
|                                 | Frente Cívico y Social                     | 1.676                    | 24,16                    |                             |
|                                 | Unión Cívica Radical                       | 690                      | 9,95                     |                             |
|                                 | Partido del Campo Popular                  | 146                      | 2,10                     |                             |
|                                 | Política Abierta para la Integridad Social | 57                       | 0,82                     |                             |
|                                 | Coalición Cívica ARI                       | 44                       | 0,63                     |                             |
|                                 | Partido Concentración Popular              | 31                       | 0,45                     |                             |
| Votos positivos                 | Votos positivos                            | 6.938                    | 81,21                    |                             |
| Votos en blanco                 | Votos en blanco                            | 1.527                    | 17,87                    |                             |
| Votos nulos                     | Votos nulos                                | 78                       | 0,91                     |                             |
| Participación                   | Participación                              | 8.543                    | 78,77                    |                             |
| Electores registrados           | Electores registrados                      | 10.846                   | 100                      |                             |
| Unión 1 Legislador              |                                            |                          |                          |                             |
| Partido/Alianza                 | Partido/Alianza                            | Votos                    | %                        | Electo                      |
|                                 | Unión por Córdoba                          | 22.626                   | 44,79                    | - Elba Carmen Perugini      |
|                                 | Unión Cívica Radical                       | 16.147                   | 31,96                    |                             |
|                                 | Frente Cívico y Social                     | 9.099                    | 18,01                    |                             |
|                                 | Nuevo Encuentro                            | 616                      | 1,22                     |                             |
|                                 | Partido Intransigente                      | 469                      | 0,93                     |                             |
|                                 | Política Abierta para la Integridad Social | 346                      | 0,68                     |                             |
|                                 | Frente de Izquierda y de los Trabajadores  | 297                      | 0,59                     |                             |
|                                 | Partido Concentración Popular              | 287                      | 0,57                     |                             |
|                                 | Concertación Vecinal es Posible            | 273                      | 0,54                     |                             |
|                                 | Frente Unidad Popular y Humanista          | 203                      | 0,40                     |                             |
|                                 | Coalición Cívica ARI                       | 154                      | 0,30                     |                             |
| Votos positivos                 | Votos positivos                            | 50.517                   | 77,30                    |                             |
| Votos en blanco                 | Votos en blanco                            | 13.702                   | 20,97                    |                             |
| Votos nulos                     | Votos nulos                                | 1.130                    | 1,73                     |                             |
| Participación                   | Participación                              | 65.349                   | 79,10                    |                             |
| Electores registrados           | Electores registrados                      | 82.620                   | 100                      |                             |